# مورتون دونی
مورتون دونی (انگلیسی: Morton Downey؛ ۱۴ نوامبر ۱۹۰۱ – ۲۵ اکتبر ۱۹۸۵) یک موسیقی‌دان اهل ایالات متحده آمریکا بود.